# Erlotynib
Erlotynib – organiczny związek chemiczny, w postaci chlorowodorku stosowany w leczeniu niedrobnokomórkowego raka płuca, raka trzustki i innych nowotworów.
Erlotynib specyficznie hamuje jeden z enzymów kluczowych dla rozwoju guza. Erlotynib działa podobnie do wcześniej opracowanego gefitynibu: jest inhibitorem kinazy tyrozynowej receptora czynnika wzrostu naskórka (EGFR) i silnie hamuje wewnątrzkomórkową fosforylację EGFR. Ten receptor jest wyrażany w dużej ilości, a czasem również ulega mutacjom, w komórkach rozmaitych nowotworów. W badaniach klinicznych III fazy stwierdzono, że erlotynib, w odróżnieniu od gefitynibu, przedłuża życie chorym na raka płuc. Dopuszczono go do leczenia miejscowo zaawansowanego lub rozsianego niedrobnokomórkowego raka płuc, w przypadkach gdy wcześniejsza (przynajmniej jedna) chemioterapia nie odniosła skutku.
W listopadzie 2005 amerykańska Agencja Żywności i Leków zaaprobowała użycie erlotynibu w połączeniu z gemcytabiną w leczeniu miejscowo zaawansowanego, nieoperacyjnego lub rozsianego raka trzustki.
Na erlotynib w badaniach klinicznych najlepiej odpowiadali chorzy na raka płuc, którzy nigdy wcześniej nie palili, kobiety, zwłaszcza kobiety pochodzenia azjatyckiego. Lek jest skuteczny tylko u chorych, którzy wyrażają EGFR. Firma Genzyme pracuje nad testem na mutacje EGFR, który pozwoli przewidzieć skuteczność leku przed jego podaniem.
Erlotynib zwiększa przeżywalności chorych na raka płuc oraz poprawia jakość ich życia, natomiast nie leczy nowotworu.
Erlotynib jest przykładem tzw. leku celowanego molekularnie, czyli skierowanego przeciwko ściśle określonym białkom budującym komórki nowotworowe, niezbędnym do ich wzrostu i podziałów.

## Działanie niepożądane
Częstymi objawami ubocznymi są:
- biegunka
- wysypka na twarzy i szyi, podobna do trądziku (pojawia się u większości przyjmujących lek, po czasie zwykle zanika)
- utrata apetytu
- zmęczenie.

Rzadko: śródmiąższowa choroba płuc (objawiająca się nagłymi trudnościami w oddychaniu i gorączką) – grozi poważnymi powikłaniami i zwykle powoduje decyzję o zaprzestaniu leczenia preparatem.